# Métro de Hambourg
Pour les articles homonymes, voir U1, U2 et U3.
Le métro (U-Bahn) de Hambourg a été ouvert à l'exploitation en 1912 et transporte aujourd'hui 180 millions de passagers. Il comporte 4 lignes et fait partie du système de transport en commun de la ville qui comprend également un réseau de RER (S-Bahn), un réseau de trains de banlieue (AKN) et un réseau de bus. Il est exploité par Hamburger Hochbahn AG (HHA) et appartient au Hamburger Verkehrsverbund (HVV).

## Réseau actuel

### Aperçu général
Le métro de Hambourg comprend quatre lignes et 106,4 km de voies dont 50 km sur des remblais ou dans des tranchées, 46 km en souterrain et 9 km sur des viaducs ou des ponts. Le réseau dessert 93 stations.
La fréquence des rames est de cinq minutes au centre-ville. Aux heures de pointe elle s'élève à trois minutes au centre-ville. Sur certaines sections ainsi que tôt le matin et tard le soir la fréquence tombe à 20 minutes. Depuis le changement d'horaires de décembre 2004, les métros circulent les nuits du vendredi et du samedi avec une fréquence de 20 minutes.
| Ligne | Parcours                                                                       | Matériel | Mise en service | Dernière extension | Longueur (en km) | Nombre de stations | Tracé |
| ----- | ------------------------------------------------------------------------------ | -------- | --------------- | ------------------ | ---------------- | ------------------ | ----- |
|       | Norderstedt Mitte – Jungfernstieg – Hauptbahnhof Süd – Ohlstedt / Großhansdorf | DT4, DT5 | 1914            | 1996               | 55,383 km        | 47                 |       |
|       | Niendorf Nord – Jungfernstieg – Hauptbahnhof Nord – Mümmelmannsberg            | DT4      | 1913            | 1991               | 24,534 km        | 25                 |       |
|       | Barmbek – Ring – Barmbek – Wandsbek-Gartenstadt                                | DT5      | 1912            | 1921               | 20,681 km        | 25                 |       |
|       | Elbbrücken – Jungfernstieg – Hauptbahnhof Nord – Billstedt                     | DT4, DT5 | 2012            | 2018               | 13,318 km        | 12                 |       |
|       |                                                                                |          |                 | Total:             | 106,373 km       | 93                 |       |

### Les lignes

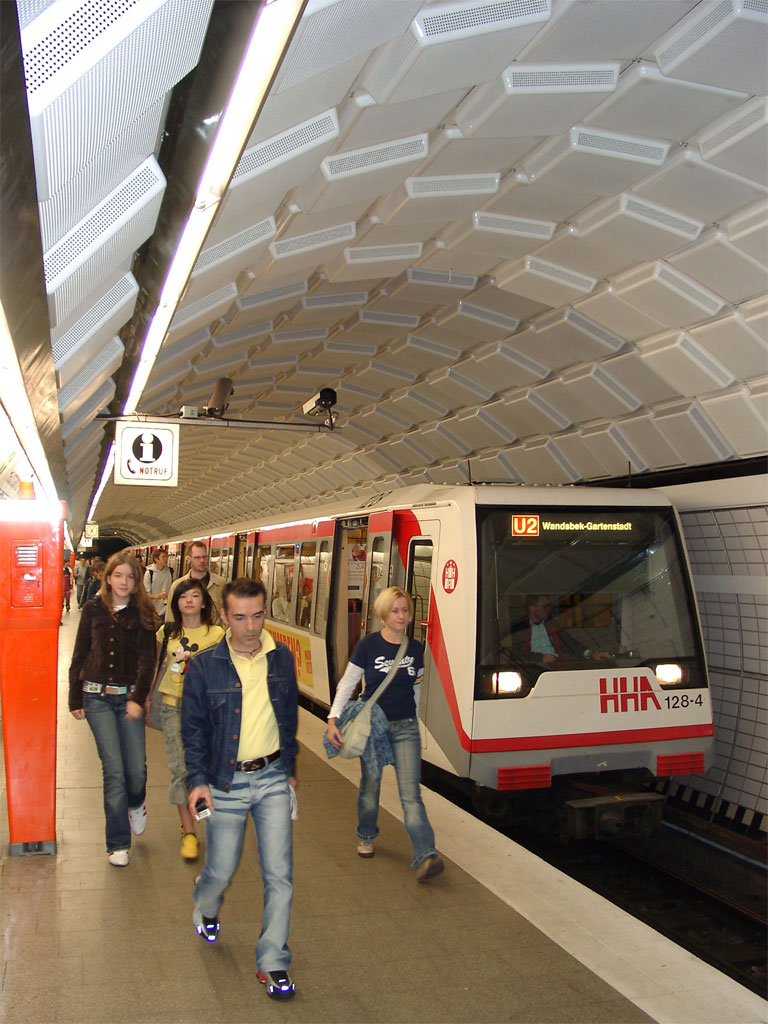
Rame de la série DT4 au Hauptbahnhof Nord

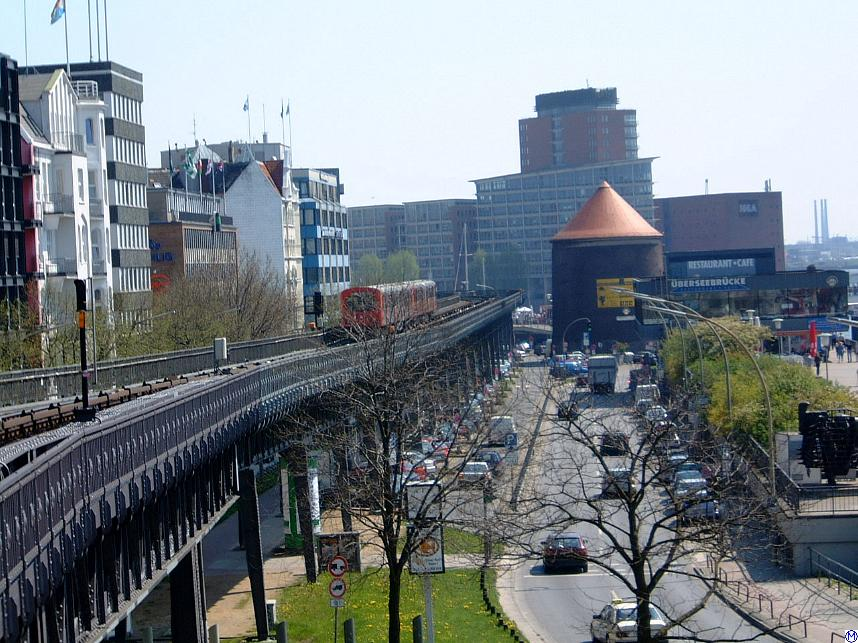
Métro de Hambourg près Landungsbrücken

Les lignes du métro ainsi que les stations sont listées dans le tableau ci-dessous. Les correspondances sont indiquées entre parenthèses.
| Ligne | Stations |
| ----- | --- |
| U1    | Norderstedt Mitte – Richtweg – Garstedt – Ochsenzoll – Kiwittsmoor – Langenhorn Nord – Langenhorn Markt – Fuhlsbüttel Nord – Fuhlsbüttel – Klein Borstel – Ohlsdorf – Sengelmannstraße – Alsterdorf – Lattenkamp – Hudtwalckerstraße – Kellinghusenstraße – Klosterstern – Hallerstraße – Stephansplatz – Jungfernstieg – Meßberg – Steinstraße – Hauptbahnhof Süd – Lohmühlenstraße – Lübecker Straße – Wartenau – Ritterstraße – Wandsbeker Chaussee – Wandsbek Markt – Straßburger Straße – Alter Teichweg – Wandsbek-Gartenstadt – Trabrennbahn – Farmsen – Oldenfelde – Berne – Meiendorfer Weg – Volksdorf // – Buckhorn – Hoisbüttel – Ohlstedt // - Buchenkamp – Ahrensburg West – Ahrensburg Ost – Schmalenbeck – Kiekut – Großhansdorf |
|       | |
| U2    | Niendorf Nord – Schippelsweg – Joachim-Mähl-Straße – Niendorf Markt – Hagendeel – Hagenbecks Tierpark – Lutterothstraße – Osterstraße – Emilienstraße – Christuskirche – Schlump – Messehallen – Gänsemarkt – Jungfernstieg – Hauptbahnhof Nord – Berliner Tor – Burgstraße – Hammer Kirche – Rauhes Haus – Horner Rennbahn – Legienstraße – Billstedt – Merkenstraße – Steinfurther Allee – Mümmelmannsberg |
|       | |
| U3    | Barmbek – Saarlandstraße – Borgweg (Stadtpark) – Sierichstraße – Kellinghusenstraße – Eppendorfer Baum – Hoheluftbrücke – Schlump – Sternschanze – Feldstraße – St. Pauli – Landungsbrücken – Baumwall – Rödingsmarkt – Rathaus – Mönckebergstraße – Hauptbahnhof Süd – Berliner Tor – Lübecker Straße – Uhlandstraße – Mundsburg – Hamburger Straße – Dehnhaide – Barmbek – Habichtstraße – Wandsbek-Gartenstadt |
|       | |
| U4    | Elbbrücken – HafenCity Universität – Überseequartier – Jungfernstieg – Hauptbahnhof Nord – Berliner Tor – Burgstraße – Hammer Kirche – Rauhes Haus – Horner Rennbahn – Legienstraße – Billstedt |

### Le matériel roulant
| Type de véhicule | Type de véhicule | Livraison   | Radiation  | Constructeur                            | Nombre de places par rames | Nombre de voiture par rame | Nombre de rames fabriquées | Lignes desservies |
| ---------------- | ---------------- | ----------- | ---------- | --------------------------------------- | -------------------------- | -------------------------- | -------------------------- | ----------------- |
| T                | T                | 1912 - 1929 | 1970       | AEG, Falkenried, MAN, Siemens-Schuckert | 132                        | 1                          | 383                        |                   |
| T                | TU1              | 1947 - 1953 | 1970       | AEG, Falkenried, MAN, Siemens-Schuckert | 132                        | 1                          | 383                        |                   |
| T                | TU2              | 1959 - 1961 | 1970       | AEG, Falkenried, MAN, Siemens-Schuckert | 132                        | 1                          | 383                        |                   |
| DT1              | DT1              | 1958 - 1959 | 1991       | Uerdingen                               | 284                        | 2                          | 50                         |                   |
| DT2              | DT2              | 1962 - 1966 | 2015       | Linke-Hofmann-Busch                     | 188                        | 2                          | 186                        |                   |
| DT3              | DT3              | 1968 - 1971 | 2023       | Linke-Hofmann-Busch                     | 208                        | 3                          | 127                        |                   |
| DT4              | DT4              | 1988 - 2005 | en service | Linke-Hofmann-Busch                     | 405                        | 4                          | 126                        |                   |
| DT5              | DT5              | 2010 - 2022 | en service | Alstom/Bombardier                       | 336                        | 3                          | 163                        |                   |

#### Matériel actuel
En 2024, le réseau est équipé de deux types de matériel que sont le DT4 et le DT5.

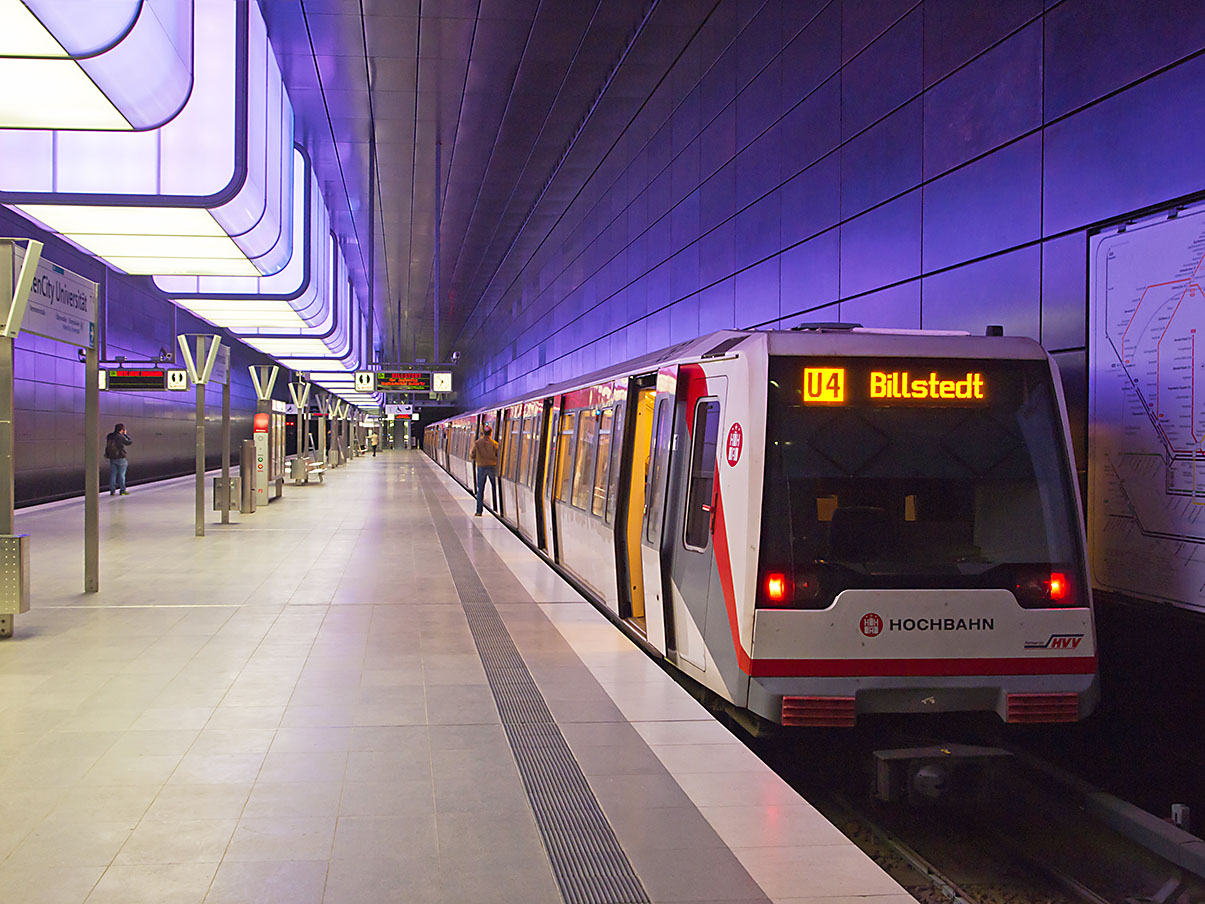
Rame de la série DT4 à la station Hafencity Universität

##### DT4
Les DT4 sont des véhicules livrés entre 1988 et 2005. Il s'agissait alors du premier matériel roulant à être équipé de vitres situés à l'avant et à l'arrière des voitures ainsi que d'écrans d'informations intérieurs pour les passagers. L'intérieur des voitures fut rénovés au cours des années avec la remise à neuf des parois et des places assises.  Les trains disposant de 223 places dont 182 assises sont constitués de rames de 4 voitures pouvant être couplées en 2 unités. Les rames circulent sur les lignes U1, U2 et U4, en revanche, elles ne peuvent circuler sur le ligne U3 en raison de la longueur des quais trop courts pour accueillir ces dernières. Les DT4 devraient circuler sur le réseau au moins jusqu'en 2030, date à laquelle ils seront progressivement remplacés par les futures rames DT6.

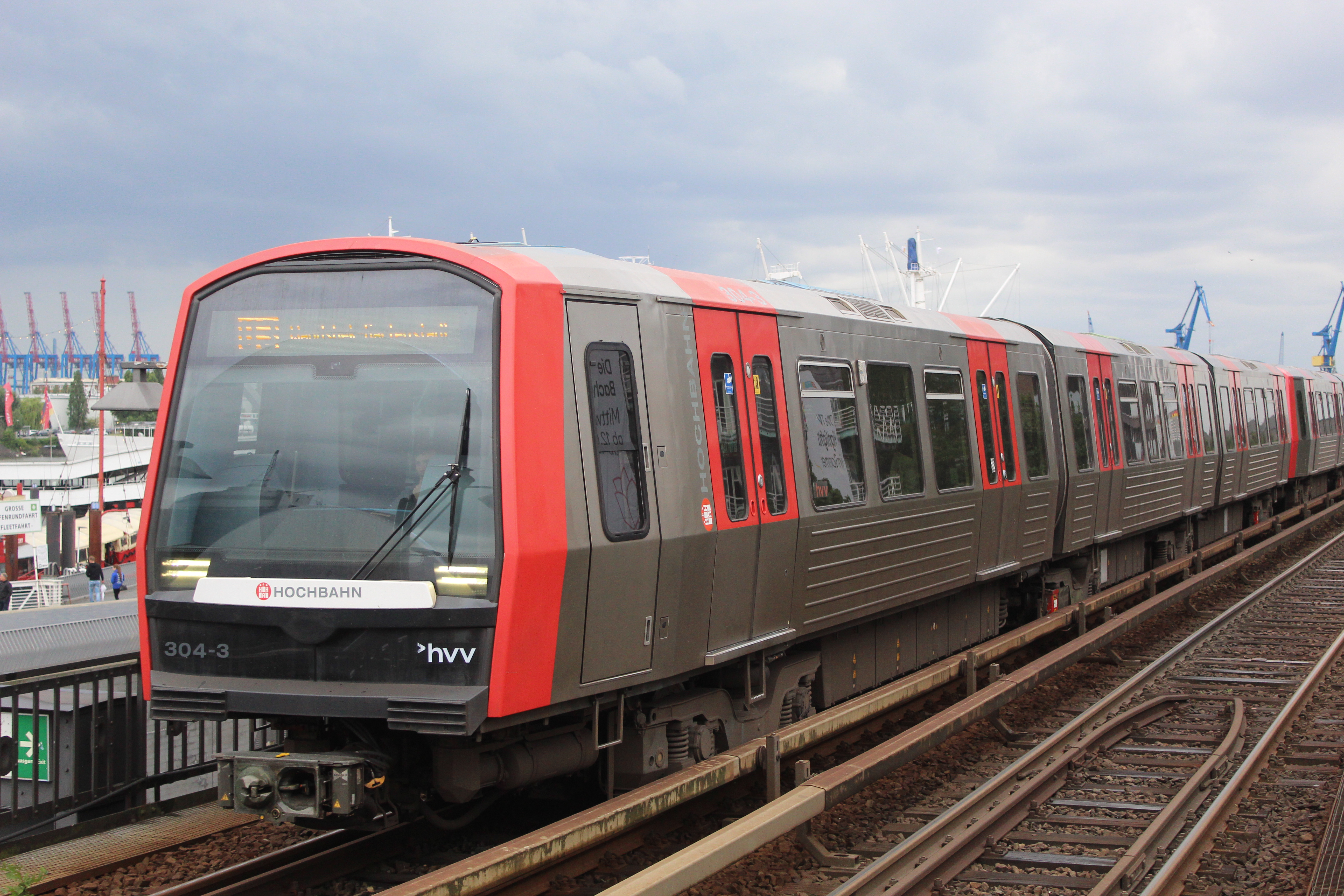
Rame de la série DT5 à la station Baumwall.

##### DT5
Les DT5 sont des véhicules construits par Alstom et Bombardier livrés entre 2010 et 2022. Leur livraison a permis de supprimer progressivement la série DT3. Il s'agit du premier matériel roulant à être équipé d'air conditionné ainsi que de passages ouverts à soufflet entre les voitures permettant la circulation intérieure dans toute la rame. Les rames disposent de seulement 96 places assises dans le but d'augmenter la capacité totale pouvant aller jusqu'à 240 passagers. Les rames sont constituées de 3 voitures pouvant être couplées en 2 ou 3 unités. Les trains ont la capacité de circuler sur toutes les lignes et équipent entièrement la ligne U3 en raison de l'impossibilité de celle-ci à recevoir ceux de la série DT4. 

#### Ancien matériel

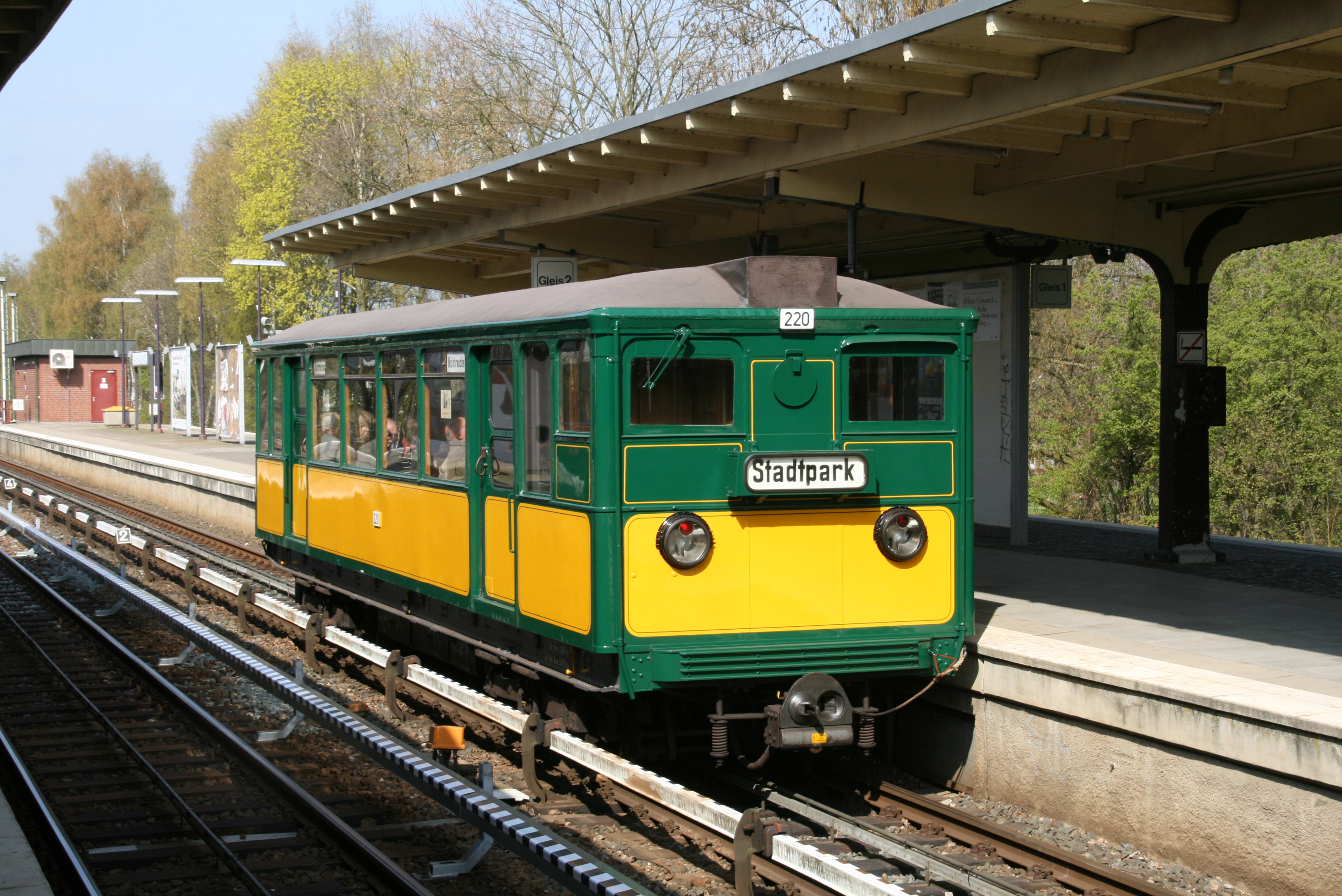
Voiture de type T conservée en apparence d'origine

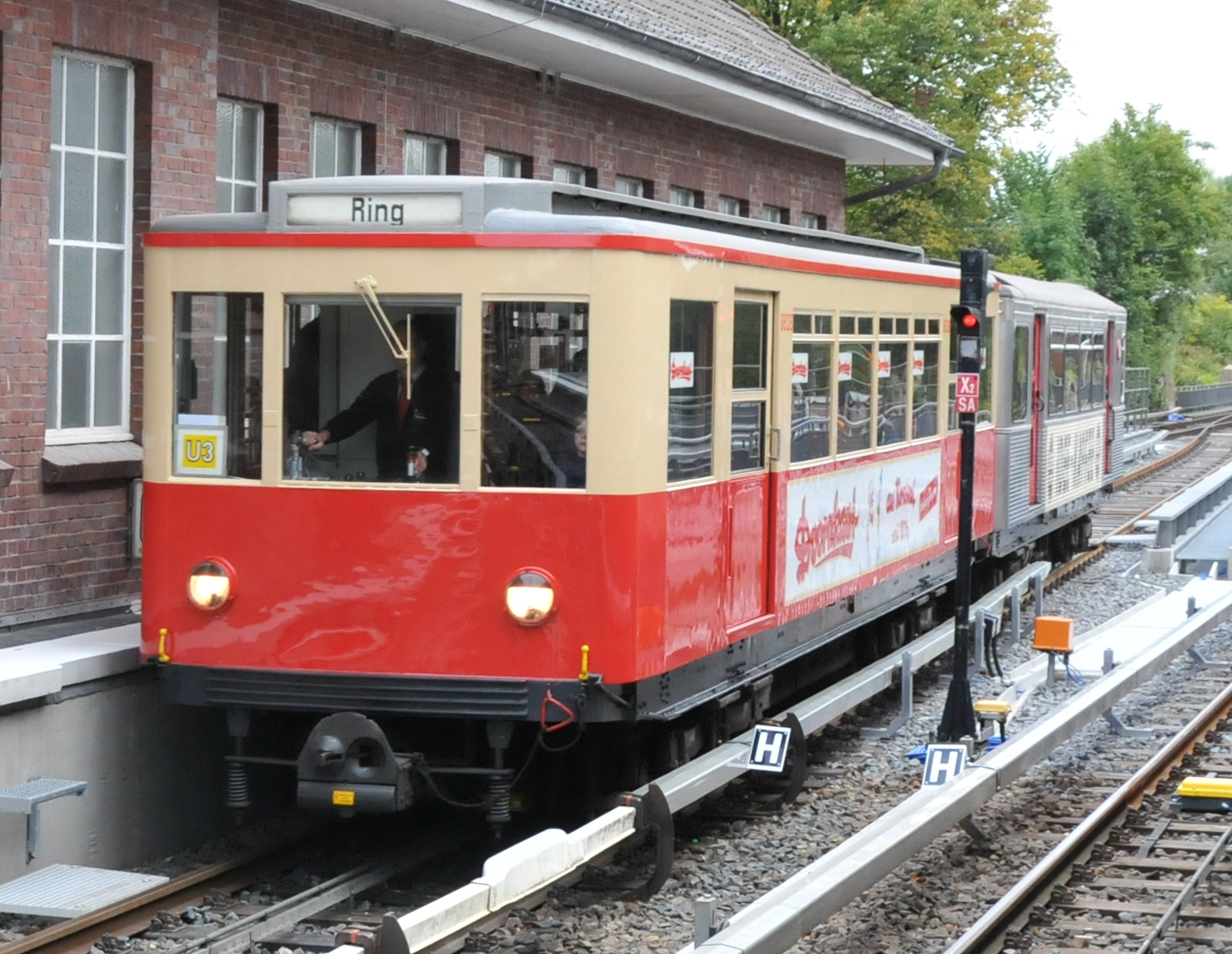
Voiture type TU1 couplée à une voiture de type TU2

##### Type T
Les véhicules de type T sont les premiers matériels à avoir été introduits lors de l'ouverture du réseau en 1912. Il s'agissait alors de simples autorails électriques (c'est-à-dire de trains constitués d'une seule voiture) possédant une cabine de conduite située que d'un côté. La structure était en partie construite en bois et les voitures ne possédaient que deux portes par cotés ouvertes manuellement. Cependant, les voitures pouvaient être couplées entre elles pour transporter d'avantages de passagers sur les tronçons plus fréquentés. Ces véhicules furent livrées jusqu'en 1929 pour assurer les prolongements successifs du réseau.

###### TU1
Après la Seconde Guerre Mondiale, certaines voitures qui avaient été endommagées par les bombardements furent entièrement rénovées entre 1947 et 1953. Ces véhicules rénovés reçurent une nouvelle carrosserie en acier avec une livrée rouge et blanche et le nom "TU1" leur fut attribué.

###### TU2
Par la suite, une deuxième rénovation eu lieue entre 1959 et 1961 où les dernière voitures non rénovées furent recouvertes d'une carrosserie en acier inoxydable et le nom "TU2" leur a été attribué. Malgré leur âge très avancé, le but était de prolonger leur durée de vie pour assurer la desserte des nouveaux prolongements le temps que les nouveaux matériels de type DT soient livrés en nombre suffisant. La dernière voiture de type T a finalement été retirée du service passagers en 1970 mais quatre d'entre elles furent conservées en tant que véhicules historiques pour circuler lors d'évènements particuliers.

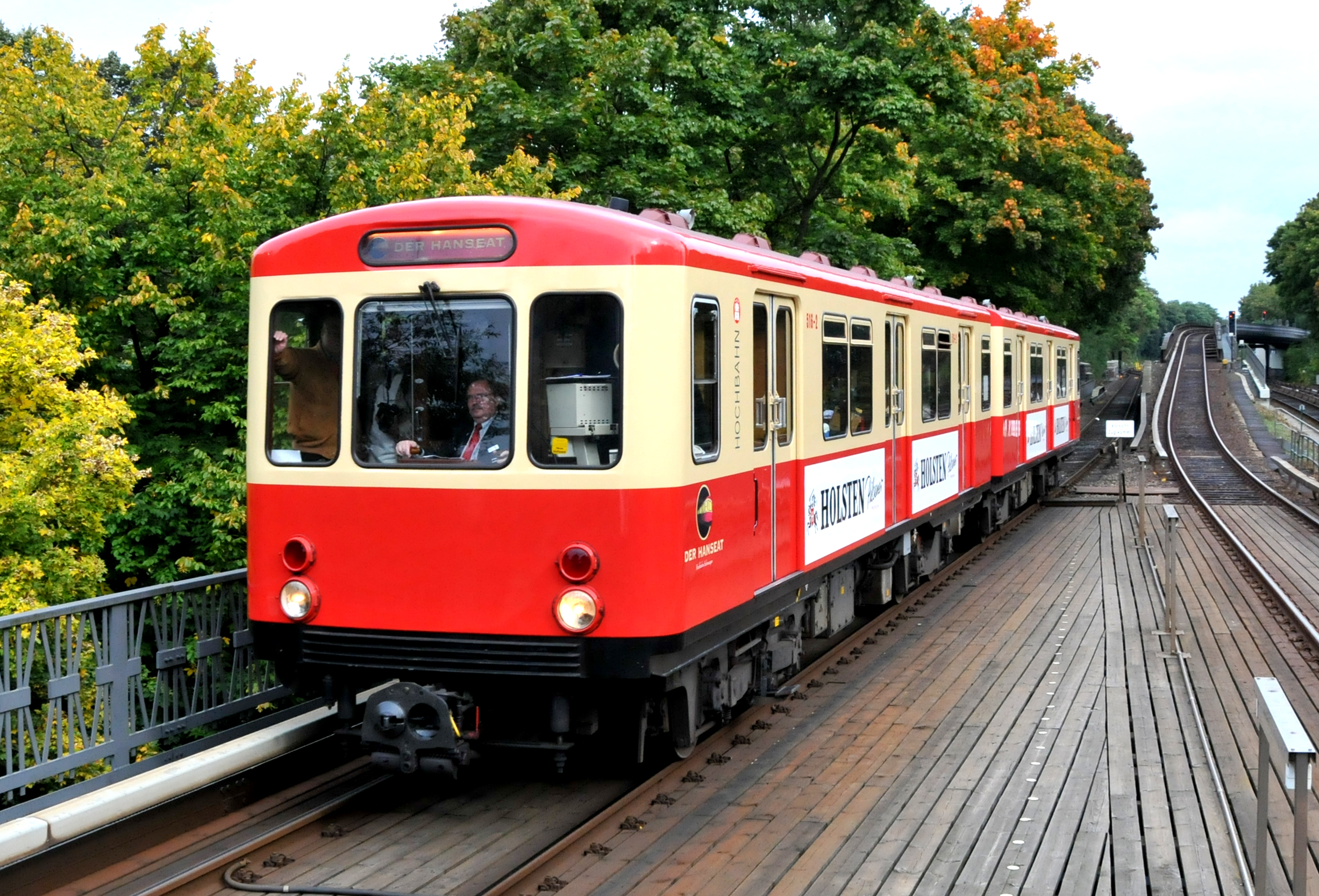
Rame de la série DT1 conservée en tant que véhicule historique.

##### DT1
Les DT1 furent livrés entre 1959 et 1961 pour renforcer le parc de véhicules sur les nouveaux prolongements du réseau ainsi que d'entamer le remplacement progressifs des véhicules de type T vieillissants. Il s'agissait des premiers véhicules construits dès l'origine avec une carrosserie en acier. Les trains de cette série étaient constitués de deux voitures disposant de 284 places dont 50 assises. Leurs vitesse maximale supérieure à la série précédente permis de réduire le temps de trajet sur le réseau. Ces véhicules circulèrent durant une trentaine d'année pour être finalement remplacés par la nouvelle série DT4. La dernière rame de type DT1 fut retirée du service en 1991 mais 3 d'entre elles furent conservées en tant que véhicules historiques. 

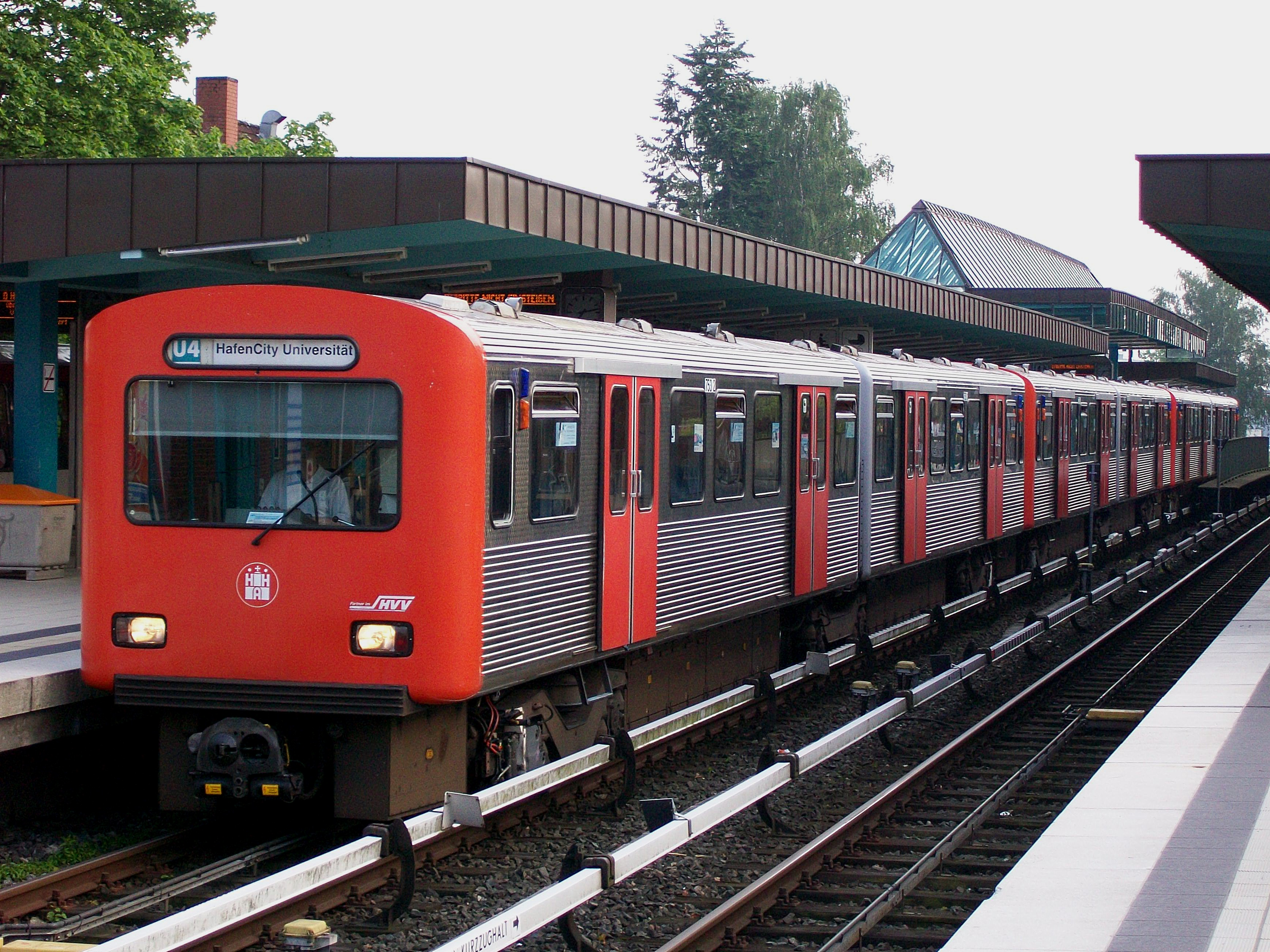
Rame de la série DT2 à la station Farmsen

##### DT2
Les DT2 furent livrées entre 1962 et 1966 pour achever le remplacement des séries de type T. Les trains étaient constitués de rames de deux voitures pouvant être couplées jusqu'à 4 unités, permettant au train complet d'atteindre une longueur de 114 mètres, augmentant ainsi considérablement la capacité. De plus, l'utilisation de matériaux légers permit de réduire la masse des véhicules ce qui apporta une réduction de la consommation en énergie comparée aux trains de la série DT1. 
Les DT2 subirent une rénovation entre 1984 et 1992 pour prolonger leurs durée de vie d'environ une vingtaine d'années. Une partie des véhicules furent supprimés au cours des années 2000 mais la dernière rame de la série ne fut retirée du service qu'en 2015, après plus de 50 ans de service, pour être finalement remplacée par la toute nouvelle série DT5. Seule une rame fut conservée en tant que véhicule historique. 

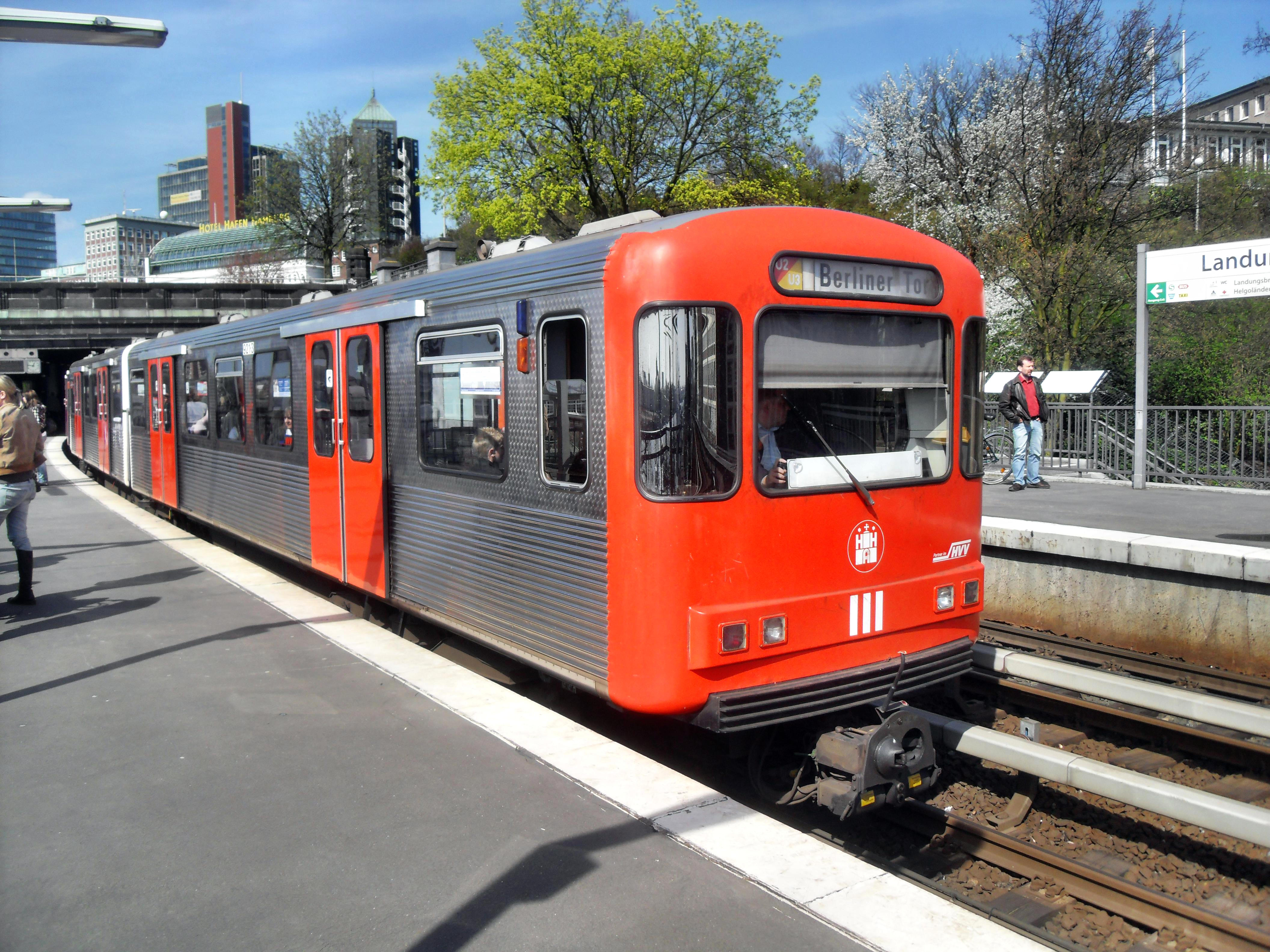
Rame de la série DT3 à la station Landungsbrücken

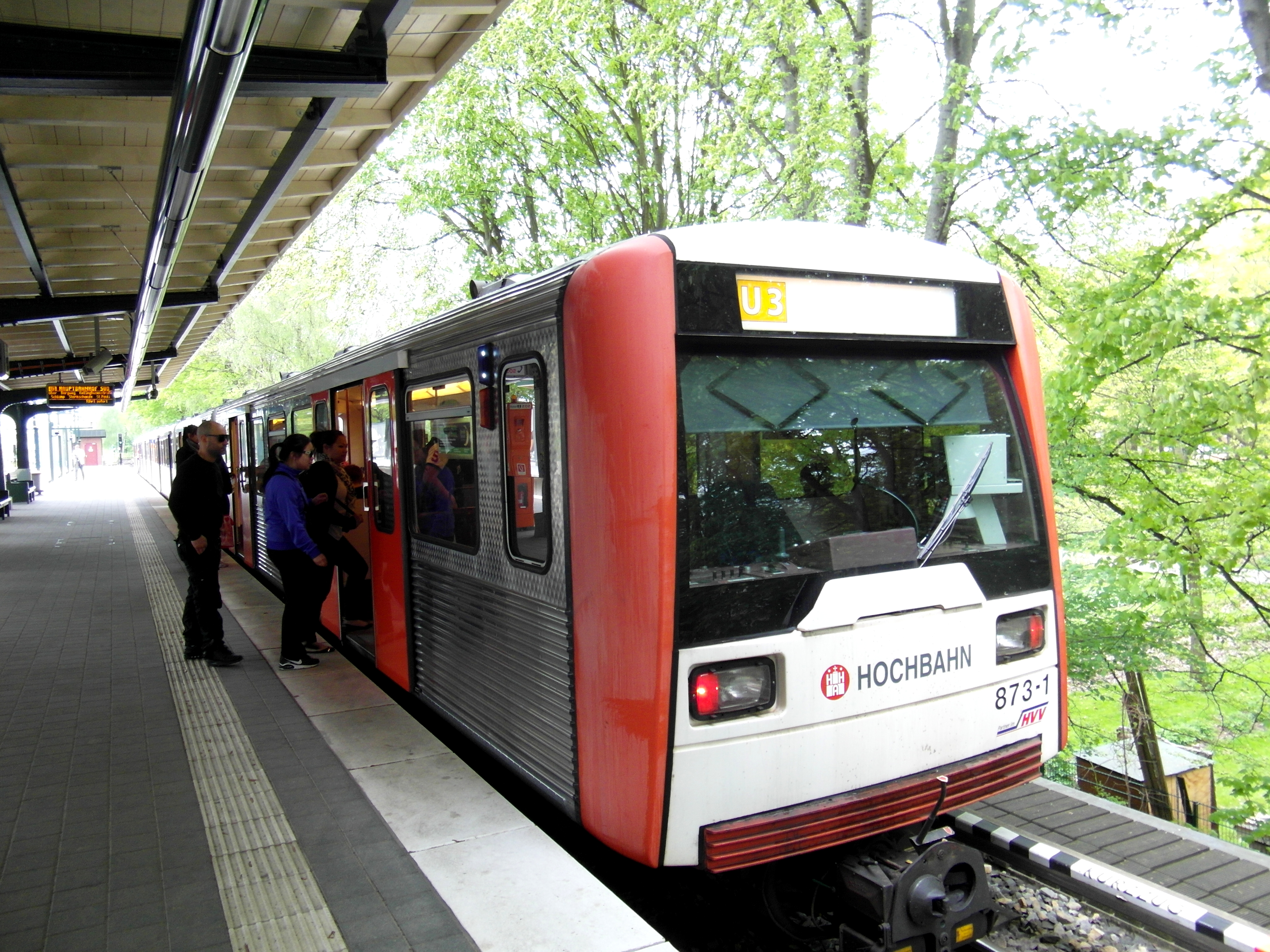
Rame de la série DT3 rénovée à la station Saarlandstraße

##### DT3
Les DT3 furent livrés entre 1968 et 1971. Contrairement aux DT1 et DT2, les rames étaient constituées de trois voitures à la place de deux avec la motorisation installée sur la voiture du milieu. Leur apparence extérieure était alors très similaire à celle des DT2 avec une carrosserie en acier inoxydable et des portes de couleur rouge. Seules les faces avant et arrière présentaient une forme différente. Ces véhicules augmentèrent la fiabilité du matériel roulant grâce à leur puissance motorisée plus importante que celles des séries précédentes ce qui permit d'augmenter l'accélération ainsi que la vitesse maximale. 
Les trains reçurent une rénovation très importantes entre 1994 et 2001 avec l'intérieur des voitures entièrement modernisées, l'installation d'une annonce sonore pour les stations ainsi que le remplacement complet des faces avants et arrières leur donnant une apparence similaires à celles des DT4. Les rames non rénovées furent supprimées entre 1996 et 2003.  Alors qu'il était prévu les véhicules rénovés soient supprimés en 2015, leur maintien sur le réseau fut nécessaire en raison des retards de livraison des trains supplémentaires de la série DT5. Finalement, l'achèvement de la livraison des trains de séries DT5 en 2022 permit d'entrainer la suppression de la dernière rame DT3 en 2023 après 55 ans de service. Deux rames furent conservées en tant que véhicules historiques. 

## Histoire

### Le réseau origine
Les premières plans pour un métro à Hambourg apparaissent au fin du 19e siècle. Le 19 août 1905, le Sénat de Hambourg a chargé le consortium de Siemens & Halske et AEG de construire un réseau de métro d’une longueur de 27,85 kilomètres pour un coût de construction de 41,5 millions de marks-or. Le réseau devrait comprendre :
- une ligne circulaire d’une longueur de 17,48 kilomètres (aujourd’hui ligne U3), desservant le centre-ville, la gare centrale, Mundsburg, Barmbek, Winterhude, Eppendorf (Kellinghusenstraße), Schlump, St. Pauli et les Landungsbrücken (port)
- une branche de Schlump vers Eimsbüttel d’une longueur de 1,76 kilomètre (aujourd’hui partie de la ligne U2)
- une branche de Kellinghusenstraße vers Ohlsdorf d’une longueur de 5,38 kilomètres (aujourd’hui partie de la ligne U1)
- une branche de la gare centrale vers Rothenburgsort d’une longueur de 3,23 kilomètres (détruite)

Les travaux pour la première ligne, la ligne circulaire, sont lancés en 1906. Au raison de la topologie de la ville, les premières lignes étaient construits principalement comme lignes aux viaducs, donc le nom du système et son compagnie d’opération est la « Hochbahn » (train aérien) et pas « Untergrundbahn » (train souterrain) comme à Berlin.

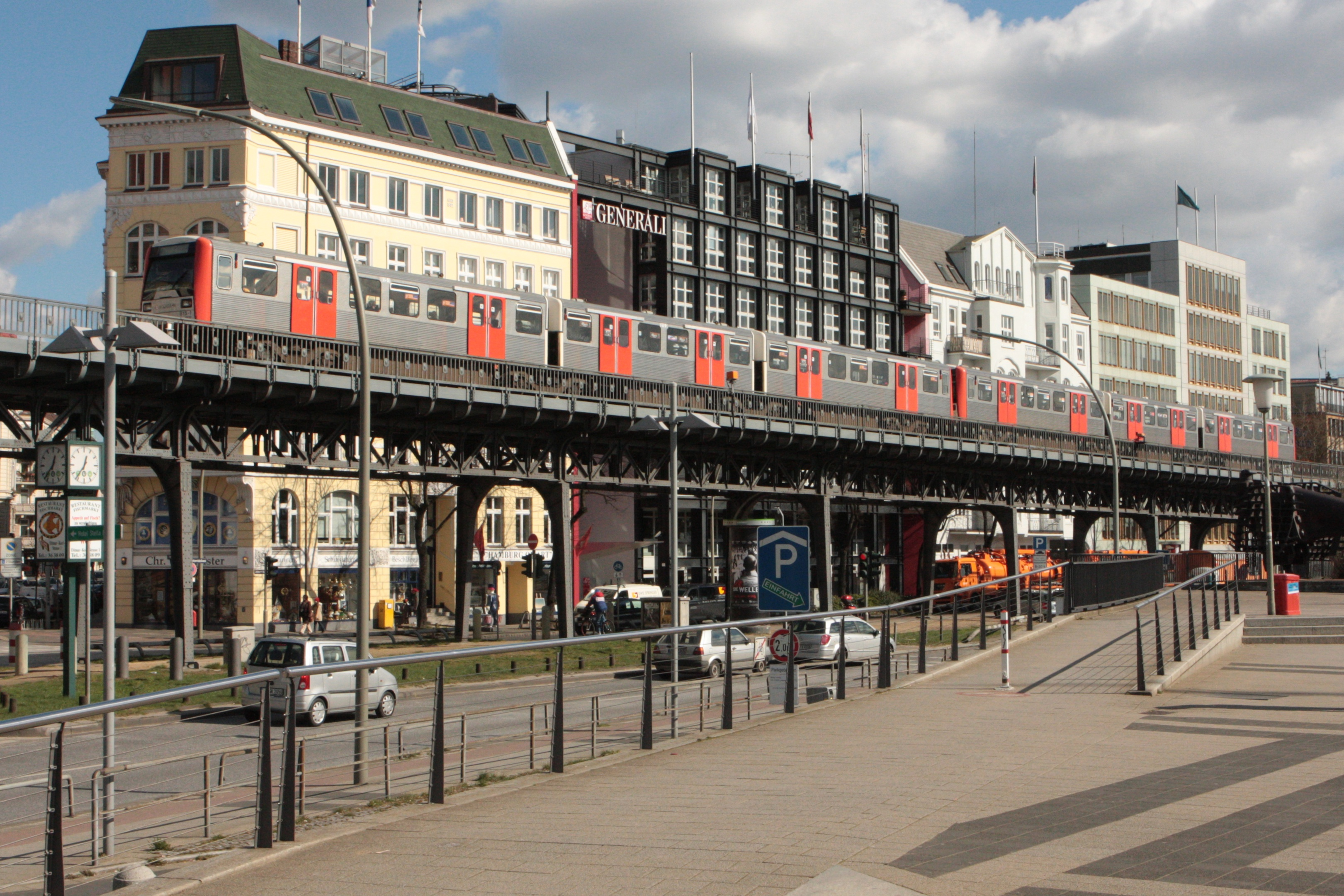
Route aérien au Baumwall

La première section du métro est ouverte le 15 février 1912 entre « Barmbeck » (aujourd’hui Barmbek) et « Rathausmarkt » (aujourd’hui Rathaus) via Mundsburg. Elle était la troisième métro en Allemagne après la Schwebebahn de Wuppertal, et la U-Bahn de Berlin. Le 29 juin 1912 toute la ligne circulaire était ouverte. En 1915, toutes les trois branches étaient ouvertes aussi.

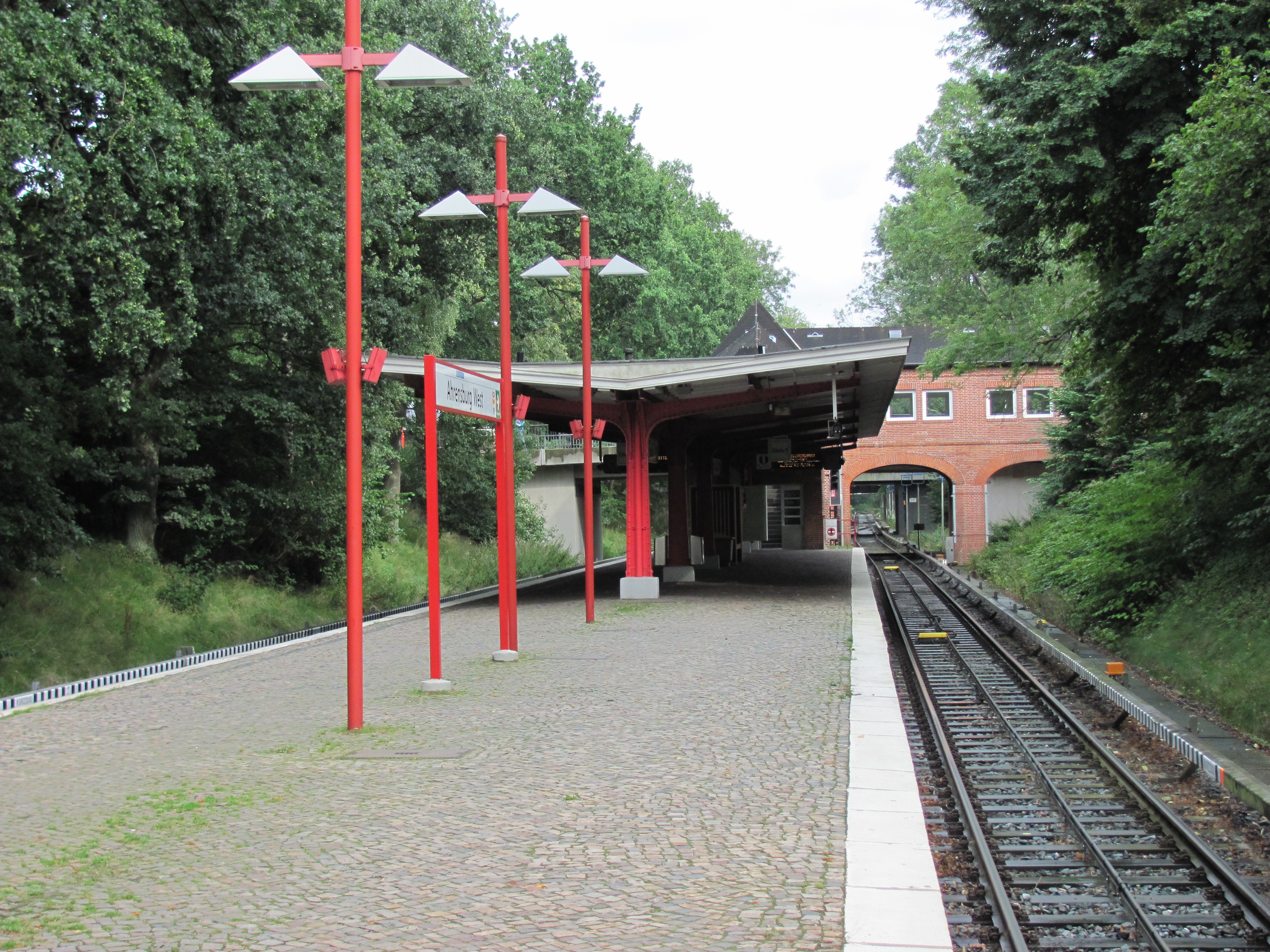
Station de Ahrensburg West, en Schleswig-Holstein

Entre 1920 et 1925 deux lignes, nommées la « Walddörferbahn » (ligne des villages au bois) et « Langenhorner Bahn », étaient construits, qui devraient desservir des petites villages au nord de Hambourg pour les vitaliser. Ils étaient également créer comme branches de la ligne circulaire, l’une comme prolongement de la branche d’Ohlsdorf, l’autre comme nouvelle branche bifurquant à Barmbek. Depuis la loi du 26 janvier 1937 établissant la « Grand Hambourg », une partie de ces villages se trouve en Schleswig-Holstein.

### Jusqu'à la Seconde Guerre mondiale

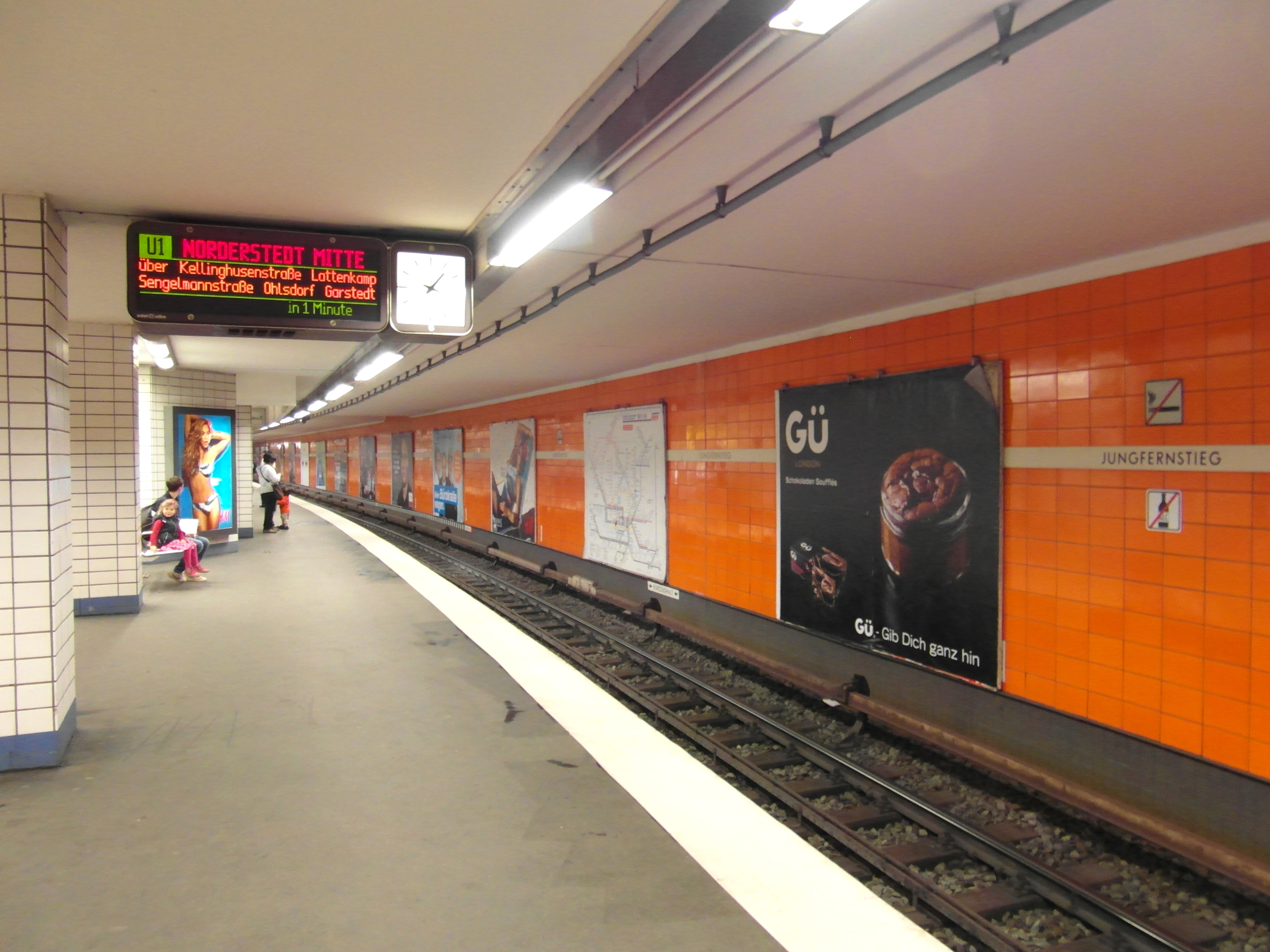
Station de Jungfernstieg dans la U1

Dans les années 1920, une nouvelle ligne desservant le centre-ville était commencé à construire. La « KellJung-Linie » (ligne de Kellinghusenstraße à Jungfernstieg) assumait la branche éxistante de Ochsenzoll à Kellinghusenstraße et la continuait jusqu’à la Jungfernstieg, côté la bassin de l’Alster.
Pendant la Seconde Guerre mondiale, une grande partie du réseau, notamment les lignes de métro aérien, a été endommagée par les bombardements. Sous l’Opération Gomorrhe, les bombardements dans la nuit du 27 au 28 juillet 1943, le quartier de Hammerbrook était (presque) totalement détruit, compris aussi la ligne de métro Hauptbahnhof – Rothenburgsort. Comme cette ligne était de toute façon peu rentable et que l’ancien quartier résidentiel a été reconstruit dans une structure complètement différente en tant que zone industrielle, la ligne n’a pas été reconstruite. Depuis 1983, la ligne S3 de la S-Bahn dessert Hammerbrook et Rothenburgsort dans une trajet similaire que l’ancienne ligne de métro.

### Nouvelles lignes et organisations après la guerre
Le 1er décembre 1966, l’association tarifaire Association des transports hambourgeois (de) (HVV) était créée, première au monde. Depuis cette date, il est possible d’utiliser les métros, les trains S-Bahn et régionaux (l’ancien Deutsche Bundesbahn), les bus, certains bacs et l’ancien tramway avec le même titre de transport.

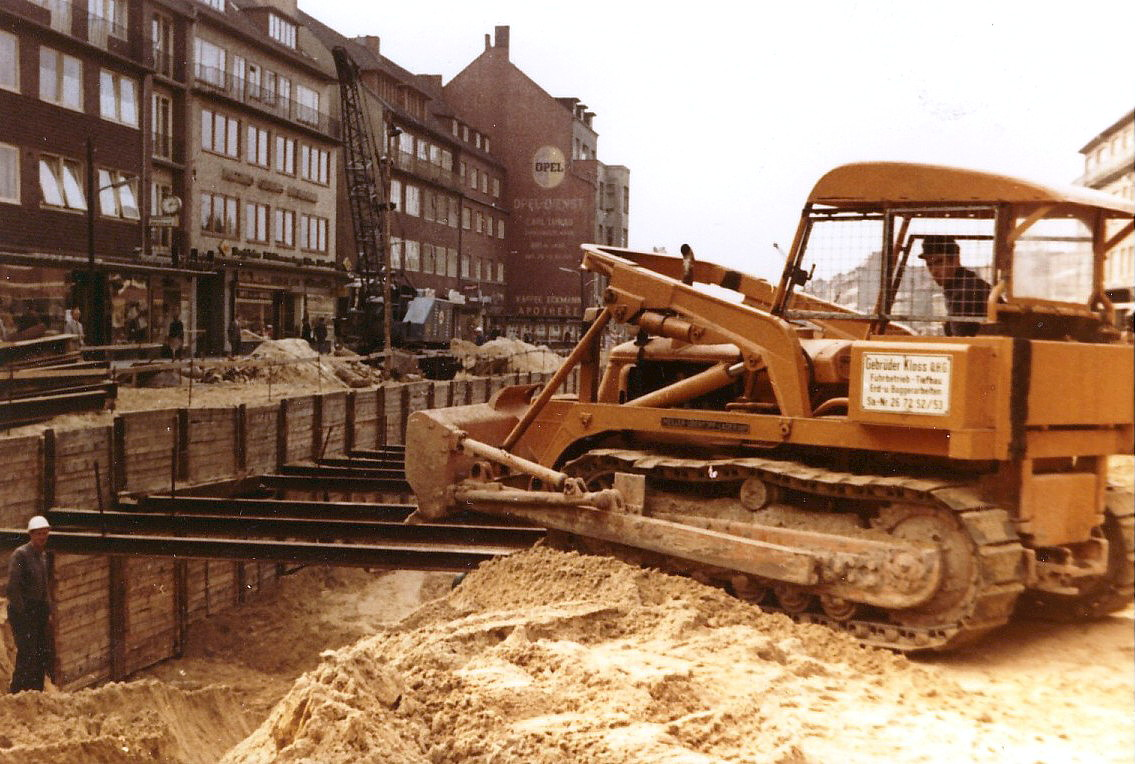
Construction de la U1 à Wandsbek en 1961

Dans les années 1960, des nouvelles lignes de métro étaient planifiées, aussi comme remplacement pour le tramway, dont dernière ligne fut fermée en 1978. La première était le lien entre la KellJung-Linie et la Walddörferbahn à Wandsbek-Gartenstadt, formant l’actuelle ligne U1, ouverte complètement en 1963. La deuxième comporte la branche vers Hellkamp et un nouveau lien dans le centre-ville, et la troisième une nouvelle branche vers des nouveaux quartiers résidentiels en région de Billstedt, à l'est de la ville.
Pour desservir ces nouvelles lignes, la desserte circulaire fut abandonnée : la section est du cercle, la nouvelle liaison dans le centre-ville et l’ancienne branches vers Eimsbüttel composent la ligne U2 (Hagenbeck – Schlump – Jungfernstieg – Hauptbahnhof – Berliner Tor – Mundsburg – Barmbek – Wandsbek-Gartenstadt). Les sections nord, ouest et sud de la cercle étaient combinées avec la nouvelle ligne vers Billstedt, donc la ligne U3 circulait dans la route Barmbek – Kellinghusenstraße – Schlump – Landungsbrücken – Hauptbahnhof – Berliner Tor – Billstedt.
Notamment, aucune ligne de métro n’a encore été construite en direction de l'ouest de Hambourg (ancienne ville indépendante d’Altona) ou des régions situées au sud de l’Elbe (Harburg), où circule le RER (S-Bahn).
Non seulement la U2, mais encore la U3 furent prolongées certaines fois entre les années 1970 et 1990 pour atteindre les terminus actuels de Niendorf Nord et Mümmelmannsberg. En 1969 et 1996, la ligne U1 assumait deux parties de la chemin de fer AKN entre Ochsenzoll et Norderstedt.

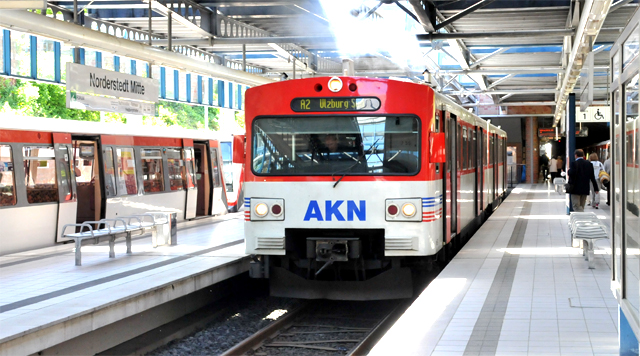
Correspondance entre U1 et A2 (AKN) à Norderstedt Mitte

### AuXXIesiècle
En 2009, les parties Est des lignes U2 et U3 étaient échangées, donc la circulation circulaire a été rétablie (la U3) et la nouvelle ligne U2 forme un lien direct entre Niendorf et Mümmelmannsberg.

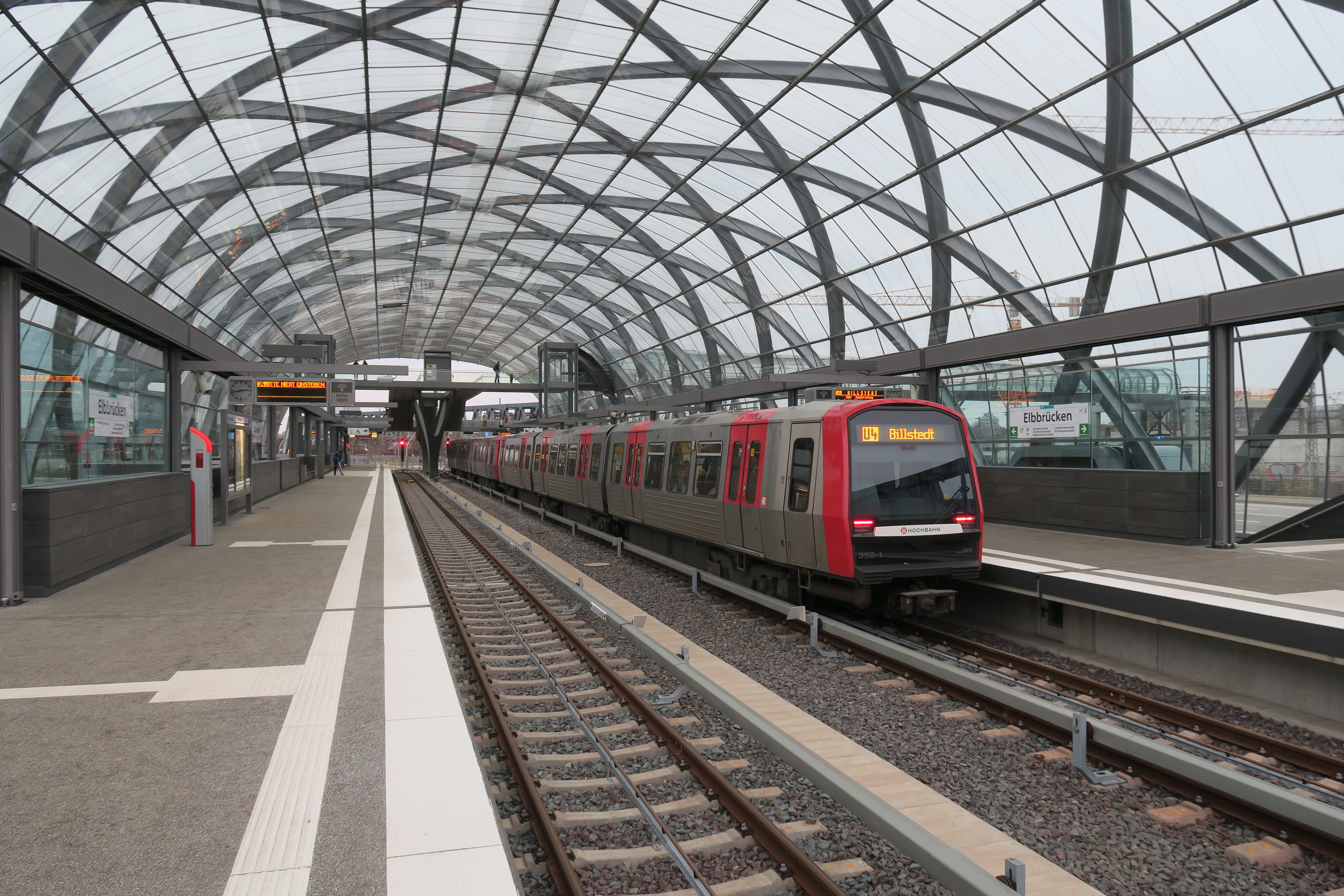
Station d’Elbbrücken, ouverte en 2018

Dans les années 2010, une nouvelle branche a été créée dans le centre-ville, la ligne U4. Elle bifurque à Jungfernstieg de la ligne U2, et dessert le nouveau quartier de la HafenCity, créé dans les anciennes zones du port réaménagées. La dernière extension de la U-Bahn était le prolongement de la ligne U4 jusqu’à Elbbrücken, un nouveau point d’interconnexion avec la S-Bahn vers Harburg (S3/31).

### Planifications actuelles
Actuellement, il y a deux projets en construction :
Premièrement, une branche de la ligne U4 à l'Est de la ville de Horner Rennbahn jusqu’à Horner Geest est en construction, pour mieux desservir des quartiers résidentiels. Elle devrait ouvrir en 2026.
Deuxièmement, une ligne totalement nouvelle est en train d’être créée : la U5. La première ligne automatique, elle devrait relier les quartiers denses de Bramfeld et Steilshoop, avec la ville des bureaux City Nord, la gare centrale, le centre-ville et le nord-est de la ville. La ligne de bus la plus utilisée d’Europe, la ligne 5 entre la gare centrale et Schnelsen, devrait être remplacées par la U5 (ce corridor était aussi celui de la dernière ligne de tramway, la 2, fermée en 1978). La première partie de la U5, entre Bramfeld et la City Nord, devrait ouvrir en 2027,.
La ville de Hambourg planifie aussi une nouvelle station sur la ligne U3 à Fühlsbütteler Straße en quartier de Barmbek, et un prolongement possible de la ligne U4 traversant l’Elbe vers Grasbrook.

### Tableau d’ouvertures et fermetures

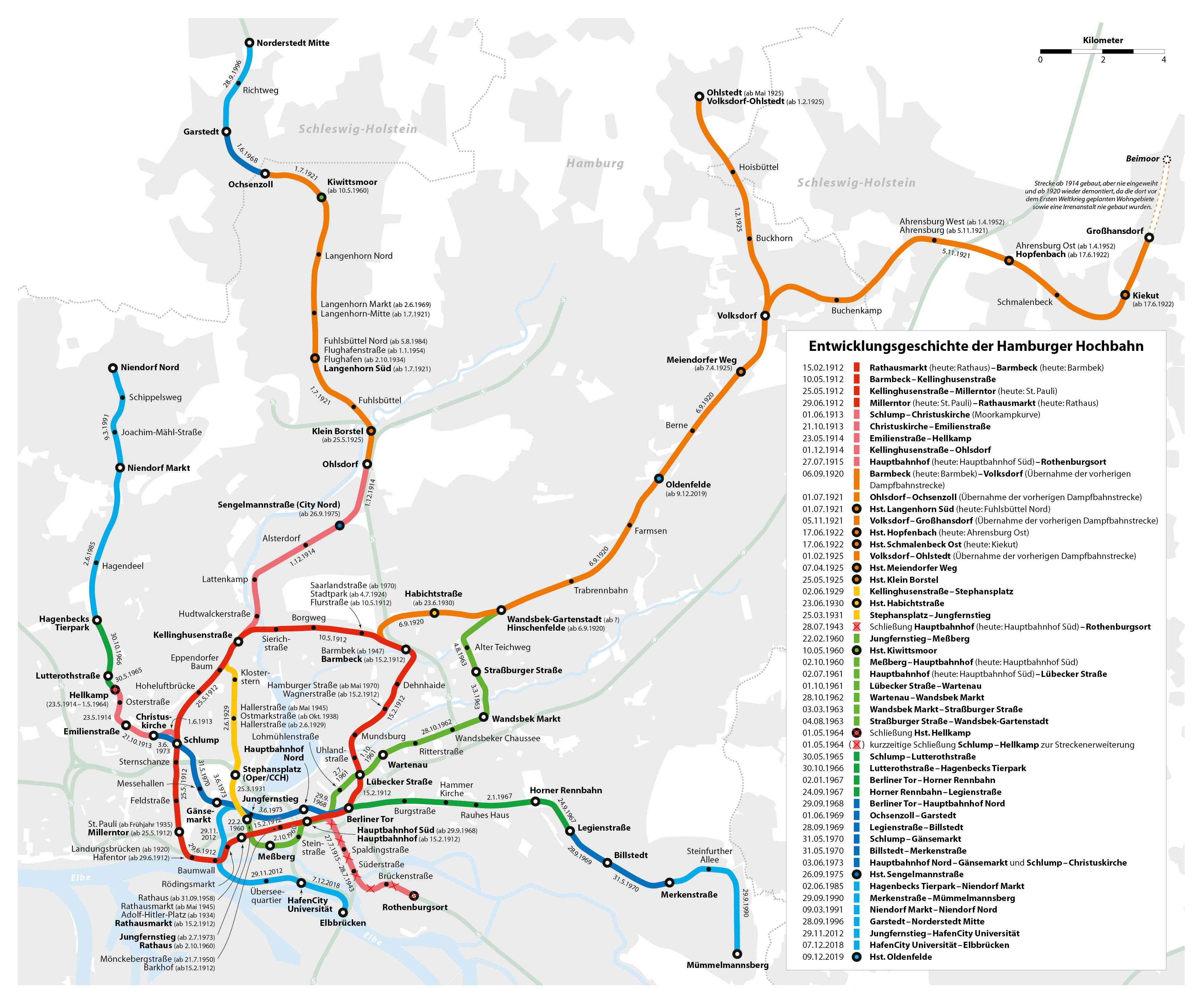
Carte montrant l'ouverture des différentes lignes du métro

Cette liste utilise les noms et numéros lignes actuels.
- 15 février 1912: Barmbek – Rathaus via Mundsburg (U3)
- 10 mai 1912: Barmbek – Kellinghusenstraße (U3)
- 25 mai 1912: Kellinghusenstraße – St. Pauli (U3)
- 29 juin 1912: St. Pauli – Rathaus (U3)
- 1 juin 1913: Schlump (arrêt U3) – Christuskirche (arrêt U2), aujourd’hui liaison sans desserte avec voyageurs
- 21 octobre 1913: Christuskirche – Emilienstraße (U2)
- 23 mai 1914: Emilienstraße – Hellkamp (U2)
- 1 décembre 1914: Kellinghusenstraße – Ohlsdorf (U1)
- 27 juillet 1915: Hauptbahnhof Süd – Rothenburgsort
- 5 février 1918: Ohlsdorf – Ochsenzoll (métro à vapeur, « Langenhorner Bahn »)
- 12 septembre 1918: Barmbek – Wandsbek-Gartenstadt – Volksdorf, continuation vers Wohldorf (métro à vapeur, « Walddörferbahn »)
- 22 mai 1919: fermeture du métro à vapeur Barmbek – Volksdorf (Wohldorf) au raison de la guerre
- 6 septembre 1920: electrification Barmbek – Wandsbek-Gartenstadt (U3) – Volksdorf (U1, « Walddörferbahn »)
- 1 juillet 1921: electrification Ohlsdorf – Ochsenzoll (U1, « Langenhorner Bahn »), inclus des nouvelles stations de Langenhorn Nord et de Fühlsbüttel Nord
- 5 novembre 1921: Volksdorf – Großhansdorf (U1, « Walddörferbahn »)
- 17 juin 1922: nouvelles stations de Ahrensburg Ost et de Kiekut (U1)
- 1 février 1925: electrification Volksdorf – Ohlstedt (U1, « Walddörferbahn »)
- 7 avril 1925: nouvelle station de Meiendorfer Weg (U1)
- 25 mai 1925: nouvelle station de Klein Borstel (U1)
- 2 juin 1929: Kellinghusenstraße – Stephansplatz (U1, « KellJung-Linie »)
- 23 juin 1930: nouvelle station de Habichtstraße (U3)
- 25 mars 1931: Stephansplatz – Jungfernstieg (U1, « KellJung-Linie »)
- 27 juillet 1944: destruction permanente de la ligne Hauptbahnhof Süd – Rothenburgsort dans l’Opération Gomorrhe
- 22 février 1960: Jungfernstieg – Meßberg (U1)
- 10 mai 1960: nouvelle station de Kiwittsmoor (U1)
- 2 octobre 1960: Meßberg – Hauptbahnhof Süd (U1)
- 2 juillet 1961: Hauptbahnhof Süd – Lübecker Straße (U1)
- 1 octobre 1961: Lübecker Straße – Wartenau (U1)
- 28 octobre 1962: Wartenau – Wandsbek Markt (U1)
- 3 mars 1963: Wandsbek Markt – Straßburger Straße (U1)
- 4 août 1963: Straßburger Straße – Wandsbek-Gartenstadt (U1)
- 1 mai 1964: fermeture permanente de la station Hellkamp et fermeture temporaire de la branche Schlump – Hellkamp (U2)
- 30 mai 1965: Schlump – Lutterothstraße (U2, réouverture partielle)
- 30 octobre 1966: Lutterothstraße – Hagenbecks Tierpark (U2)
- 2 janvier 1967: Berliner Tor – Horner Rennbahn (U2, U4)
- 24 septembre 1967: Horner Rennbahn – Legienstraße (U2, U4)
- 29 septembre 1968: Hauptbahnhof Nord – Berliner Tor (U2, U4)
- 1 juin 1969: Ochsenzoll – Garstedt (U1, conversion d’une ligne de l’AKN)
- 28 septembre 1969: Legienstraße – Billstedt (U2, U4)
- 31 mai 1970: Billstedt – Merkenstraße (U2)
- 31 mai 1970: Schlump – Gänsemarkt (U2)
- 3 juin 1973: Gänsemarkt – Hauptbahnhof Nord (U2, U4)
- 3 juin 1973: Schlump – Christuskirche (U2), remplaçant la liaison entre Christuskirche et Schlump (arrêt U3)
- 26 septembre 1975: nouvelle station de Sengelmannstraße (U1)
- 1 juin 1985: Hagenbecks Tierpark – Niendorf Markt (U2)
- 29 septembre 1990: Merkenstraße – Mümmelmannsberg (U2)
- 9 mars 1991: Niendorf Markt – Niendorf Nord (U2)
- 28 septembre 1996: Garstedt – Norderstedt Mitte (U1, conversion d’une ligne de l’AKN)
- 29 juin 2009: échangement des branches est des lignes U2 et U3
- 29 novembre 2012: Jungfernstieg – HafenCity Universität (U4, marches à l’essai)
- 9 décembre 2012: Jungfernstieg – Überseequartier (U4, marches à l’essai)
- 10 août 2013: Überseequartier – HafenCity Universität (U4, desserte permanente)
- 6 décembre 2018: HafenCity Universität – Elbbrücken (U4)
- 9 décembre 2019: nouvelle station de Oldenfelde (U1)
- prévu pour 2026: Horner Rennbahn – Horner Geest (U4)
- prévu pour 2027: Bramfeld – City Nord (U5)